# Xu Xiake

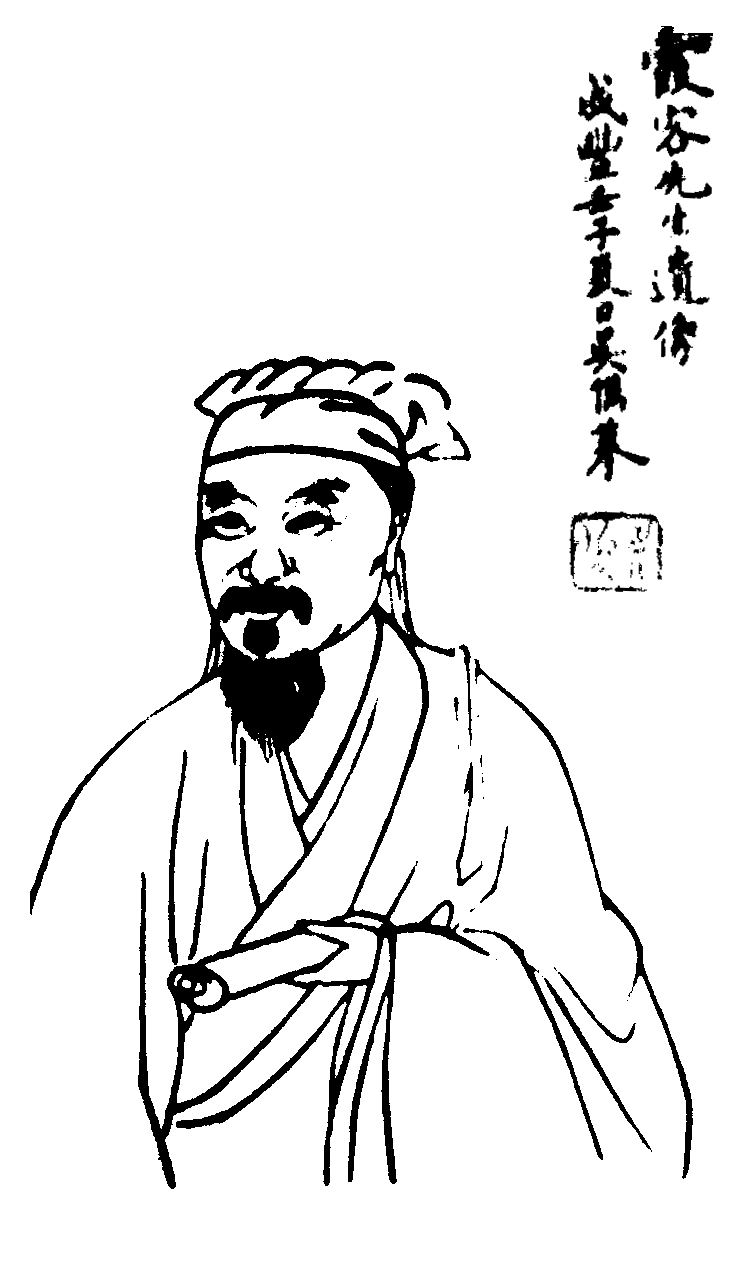
Porträt von Xu Xiake

Xu Xiake (chinesisch 徐霞客, Pinyin Xú Xiákè; * 1586; † 1641) war ein chinesischer Geograph und Schriftsteller.
Xu bereiste ab 1607 bis zu seinem Tod sechzehn chinesische Provinzen und sammelte Landkarten und Dokumente. Er erforschte die jeweilige örtliche Geologie und Geographie, die lokalen Lebensgewohnheiten und die Pflanzenwelt. Er nahm während der Reisezeit große Strapazen auf sich und starb früh.
Seine Erkenntnisse fasste Xu in dem 20-bändigen Werk Reisebeschreibungen des Xu Xiake (Xú Xiákè Yóujì 徐霞客遊記) zusammen, das insgesamt mehr als 400.000 Schriftzeichen umfasst.

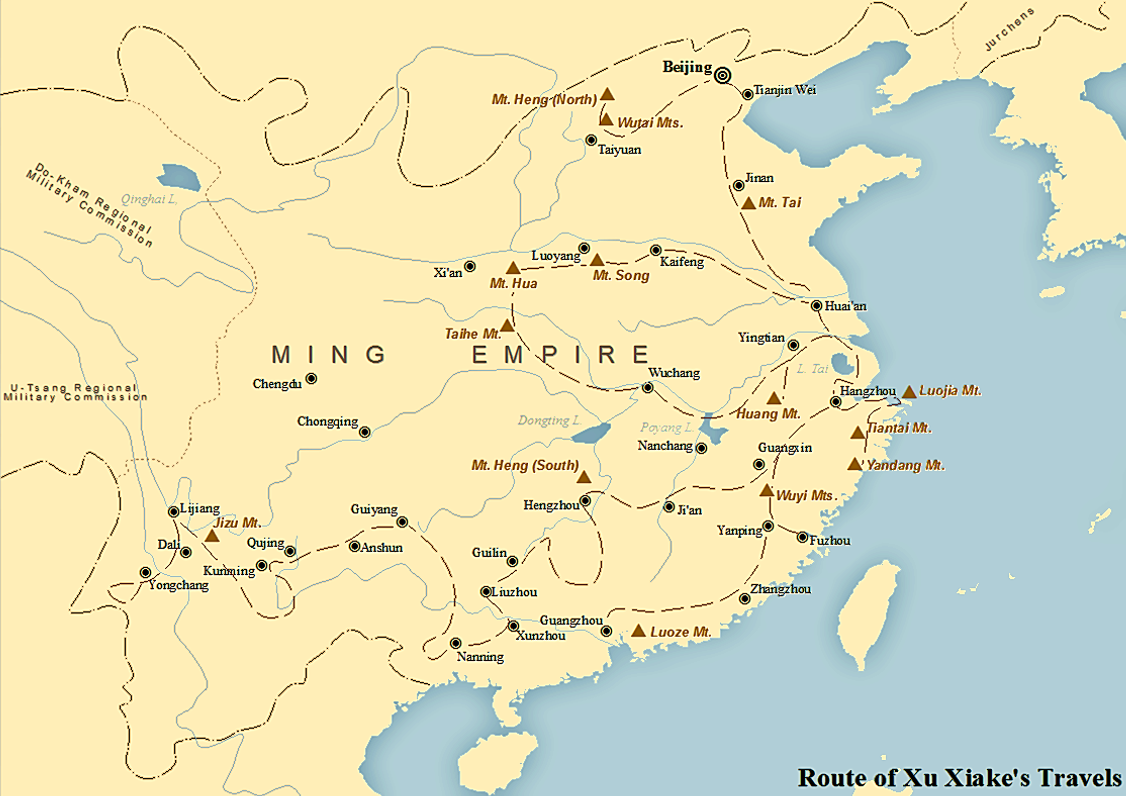
Xu Xiakes Reisen

## Reisen
Seine Erste Reise begann Xu Xiake im Alter von 21 Jahren 1607. Sie führte ihn zum Tai-See und den umliegenden Bergen in seiner Heimatprovinz Jiangsu. In den folgenden 34 Jahren seines Lebens unternahm Xu Xiake verschiedene Reisen zu den bekannten Bergen und Flüssen Zentralchinas (1607–1633) aber auch zu weiter entfernten Gebieten wie den Provinzen Guangxi, Guizhou und Yunnan im Südwesten Chinas. Diese letzte Reise begann Xu im Alter von 51 Jahren im Oktober 1636 und dauerte vier Jahre.

In eine reiche Familie geboren, konnte Xu Xiake sich auf finanzielle Unterstützung für seine Reisen verlassen. Doch seine Reisen waren durchaus anstrengend und gefährlich. Meistens war Xu Xiake zu Fuß unterwegs und legte dabei an manchen Tagen mehr als 100 li (50 km) zurück. Mehrmals wurden Xu Xiake und seine Reisebegleiter unterwegs auch ausgeraubt. Während seiner Reise in Yunnan, wäre Xu Xiake beinahe verhungert, hätte er nicht seine Kleider verkauft:
手足無主，竟不知拋墮何所，至是手無一文。乃以褶襪裙三事懸於寓外，冀售其一，以為行資。久之，一人以二百餘文買紬裙去。余欣然，沾酒市肉，令顧僕烹於寓。余亟索飯，乘晚探尖峰之洞。

Dann war ich völlig pleite […]. Ich hängte meine Kleider, meine Socken und meine Robe zum Verkauf nach draußen und hoffte, dass eines davon verkauft werden würde, damit ich dadurch meine Reise finanzieren konnte. Nach einer langen Zeit kaufte ein Mann die seidene Robe für mehr als 200 Kupferstücke, ich freute mich natürlich und ging Wein und Fleisch kaufen und befahl meinem Diener Gu ein Mahl zuzubereiten. Ich aß in aller Eile, um dann den Abend auszunutzen, um dann die Höhle auf dem Gipfel des Berges zu erkunden.
Während seiner Reisen wurde Xu Xiake meistens begleitet von einem Diener, Freunden (oftmals buddhistische Mönche) oder Verwandten. Seine Reisen plante Xu Xiake im Vorhinein. Er las die historischen Aufzeichnungen zu seinen Reisezielen und fragte dann vor Ort ebenfalls danach.
| Jahr | Von Xu Xiake besuchte Orte |
| ---- | --- |
| 1607 | Jiangsu: Taihu (太湖) und umliegende Berge |
| 1609 | Shandong: Taishan (泰山) und Daishan (岱山), Tempel des Konfuzius in Qufu (曲阜) und Tempel des Mengzi in Zouxian (鄒縣), Yishan (嶧山) Hebei: Beijing |
| 1613 | Zhejiang: Cao'e-Fluss, Shaoxing, Ningbo, Tiantaishan (天台山) |
| 1614 | Jiangsu: Nanjing |
| 1616 | Anhui: Xiuning (休寧), Boyueshan (白岳山) und Huangshan (黃山) Fujian: Wuyishan (武夷山) Zhejiang: Kuaijishan (會稽山), Hangzhou |
| 1618 | Jiangxi: Jiujiang (九江), Lushan (廬山), Yangtze (長江), Poyang-See (鄱陽湖), Fuliang (浮梁) Anhui: Qimen (祁門), Boyueshan (白岳山) und Huangshan (黃山), Taiping (太平) |
| 1620 | Zhejiang: Jiangshan (江山) Fujian: Xinghua (興化), Jiuli-See (九鯉湖), Xianxialing (仙霞嶺) |
| 1623 | Henan: Songshan (嵩山), Yique (伊闕) Shaanxi: Taihuashan (太華山), Gelber Fluss (黃河) Hubei: Wudangshan (武當山) |
| 1624 | Jiangsu: Jingxi (荊溪), Gouqushan (勾曲山) |
| 1628 | Zhejiang: Qinghu (青湖), Xianxialing (仙霞嶺) Fujian: Yanping (延平), Yongan (永安), Zhangping (漳平), Zhangzhou (漳州) Guangdong: Luofushan (羅浮山) |
| 1629 | Hebei: Beijing, Panshan (盤山) |
| 1630 | Jiangsu: Changzhou (常州), Danyang (丹陽) Zhejiang/Fujian: Xianxialing (仙霞嶺), Fugaishan (浮蓋山) Fujian: Yanping (延平), Yongan (永安), Ningyang (寧陽), Huafeng (華封), Zhangzhou (漳州) |
| 1632 | Zhejiang: Haining (海寧), Songmenling (松門嶺), Tiantaishan (天台山), Yandangshan (雁蕩山), Huangyan (黃巖) |
| 1633 | Jiangsu: Nanjing Hebei: Beijing, Fuping (阜平) Shanxi: Wutaishan (五台山), Hengshan (橫山), Hunyuan (渾源) Fujian: Zhangzhou (漳州) |
| 1636 | Zhejiang: Hangzhou, Jinhua (金華), Changshan Jiangxi: Yushan (玉山), Yiyang (弋陽), Guixi (貴溪), Jinxi (金溪), Jianchang (建昌), Xincheng (新城), Nanling-Berge |
| 1637 | Hunan: Hengshan (恆山), Jiuyishan (九疑山), Lanshan (藍山) Guangxi: Quanzhou (全州), Xing'an (興安), Guilin (桂林), Yangshuo (陽朔), Liuzhou (柳州), Hengzhou (橫州), Nanning (南寧), Grenze zu Vietnam (安南), Qixingshan (七星山), Zhenxianshan (真仙山), Chuanshan (穿山), Quellen des Lijiang (灕江) und Xiangjiang 湘江 |
| 1638 | Guangxi: Sanlicheng (三里城), Qingyuan (慶遠), Nandan (南丹) Guizhou: Dushan (獨山), Duyun (都勻), Maha (麻哈), Pingyue (平越), Longli (龍里), Guiyang (貴陽), Puding (普定), Anzhuang (安莊), Guansuoling (關索嶺), Banqiaobu (板橋鋪), Puanzhou (普安州), Yizikong (亦資孔), Baiyunshan (白雲山), Danxiashan (丹霞山), Beipanjiang (北盤江) Yunnan: Zhanyi (霑益), Qujing (曲靖), Luliang (陸涼), Malong (馬龍), Yunnanfu (雲南府), Jinning (晉寧), Donghai (東海), Linan (臨安), Shipingzhou (石屏州), Emi (阿迷), Milei (米勒) |
| 1639 | Yunnan: Grenze zu Sichuan, Erhai (洱海) |

## Werke
- Xu Xiake youji 徐霞客遊記. Online unter: https://www.wdl.org/en/item/17878/
- Xu Xiake youji 徐霞客遊記. Herausgegeben von Ding Wenjiang 丁文江. Shanghai: 商務印书舘 1928.
- Li Chi (Hrsg.): The Travel Diaries of Hsü Hsia-k'o. Hong Kong: Chinese University Press 1974. (Englische Übersetzung von Xus Tagebucheinträgen zu Bergbesteigungen in Zentralchina zwischen 1613 und 1637)